# Aethes angulatana
Aethes angulatana es una especie de polilla del género Aethes, categorizada en la tribu Cochylini, de la subfamilia Tortricinae.

## Distribución
Se distribuye por Estados Unidos.

## Taxonomía
Fue descrita por Robinson en 1869 y publicada en (Conchylis), Trans. Am. ent. Soc 2 : 286.